# Forte di Bahla
Il Forte di Bahla (arabo: قلعة بهلاء; traslitterato: Qal'at Bahla') è una delle quattro fortezze storiche situate ai piedi del Djebel Akhdar in Oman. Venne costruito nel tredicesimo e quattordicesimo secolo, quando l'oasi di Bahla prosperava sotto il controllo della tribù di Banu Nebhan, nota per il controllo del commercio dell'incenso. Le mura sono in adobe su una base di pietra e le torri si elevano 55 metri sopra le fondamenta in arenaria. Nell'angolo sud-occidentale si trova la moschea del Venerdì che possiede un miḥrāb trecentesco. Il forte non venne mai restaurato prima del 1987, e parti delle mura collassavano ogni anno durante la stagione delle piogge.
Il forte è diventato un patrimonio dell'umanità nel 1987, e l'anno seguente è stato elencato tra quelli in pericolo. I lavori di restauro iniziarono negli anni novanta, e sono costati quasi nove milioni di dollari spesi dal governo dell'Oman tra il 1993 ed il 1999. Venne coperto da un'impalcatura e chiuso al turismo per molti anni. Dal 2004 è considerato fuori pericolo.

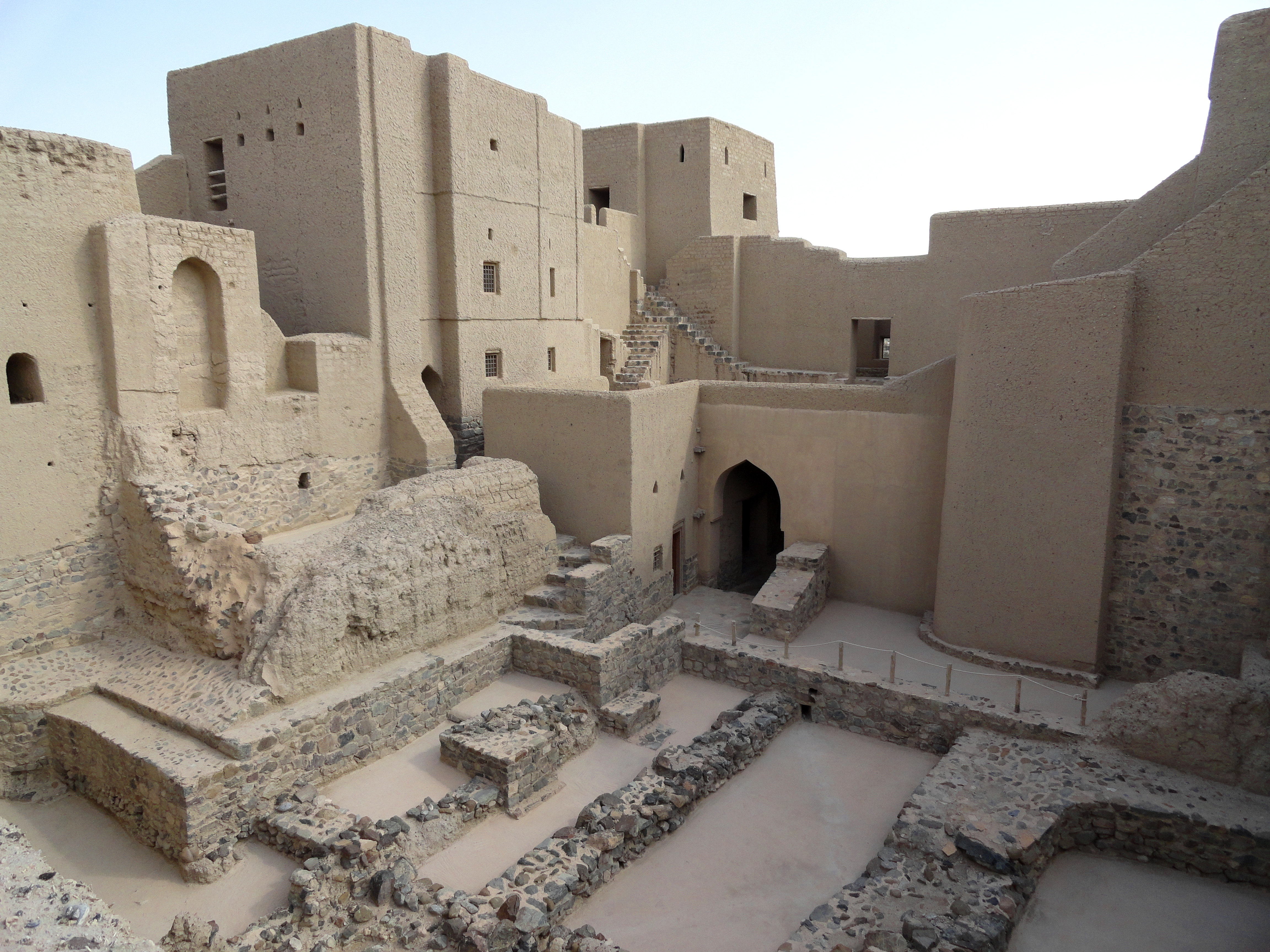
Altro aspetto del Forte di Bahla

Il forte di Bahla, insieme a quelli vicini di Izki e Nizwa, ed a quello a nord di Rustaq, furono il centro della resistenza kharigita alla "normalizzazione" voluta dal califfo Hārūn al-Rashīd. La città di Bahla, comprensiva dell'oasi, del suq e del palmeto, è circondata da mura in adobe lunghe dodici chilometri. La città è nota anche per le proprie ceramiche.

## Storia
Si ritiene che il forte sia stato costruito tra il XII e il XV secolo. Come parte del complesso, c'è anche un'oasi cittadella adiacente al forte e un'antica cinta muraria che si estende per 13 chilometri, parte della quale è ancora in piedi. La maggior parte dell'oasi è in rovina, ma la struttura e alcune delle case sono ancora in piedi.
Poiché il forte è stato costruito con mattoni fatti di fango e paglia, l'erosione ha danneggiato la struttura fino a quando non sono state avviate le opere di restaurazione. Esistono molte leggende che circondano il castello.

## Struttura
Ci sono tre parti principali all'interno del forte. La parte più antica del forte è Al-Qasabah. Bait al-Hadith, o casa nuova, fu costruita dalla dinastia Ya'riba (1624-1743). Bait Al-Jabal è stato eretto nel XVIII.

## Rischi e restauri
Il Forte di Bahla è stato nella lista del Patrimonio Mondiale in Pericolo fino al 2004. Ciononostante, il forte rimane a rischio: è probabile che il mattone crudo si decomponga ed il drenaggio è cattivo. Per la ricostruzione del souk sono stati utilizzati materiali moderni.

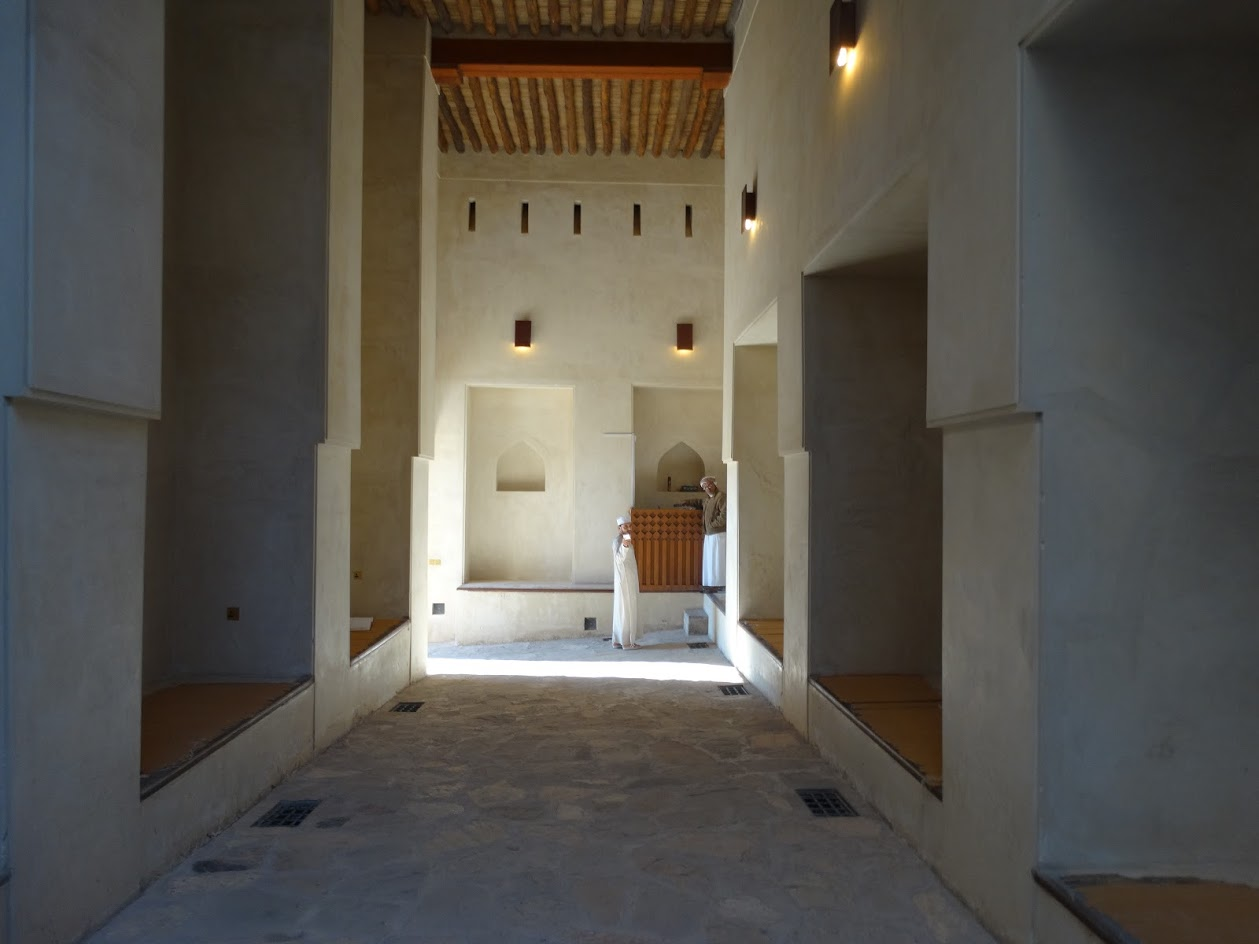
Particolare dell'interno.

Il tentativo di conservazione nel 1995 si è rivelato essere una ristrutturazione e non un restauro, perché lo scopo della ristrutturazione era quello di far sembrare il forte nuovo. Questa ristrutturazione è iniziata senza precedenti indagini archeologiche, topografiche, architettoniche o tecniche.
L'edificio originale era in mattoni di fango, malta e intonaco. Il restauro ha utilizzato ingiustificatamente pietra e cemento per coprire le pareti in modo così severo che le pareti originali non potevano essere viste.

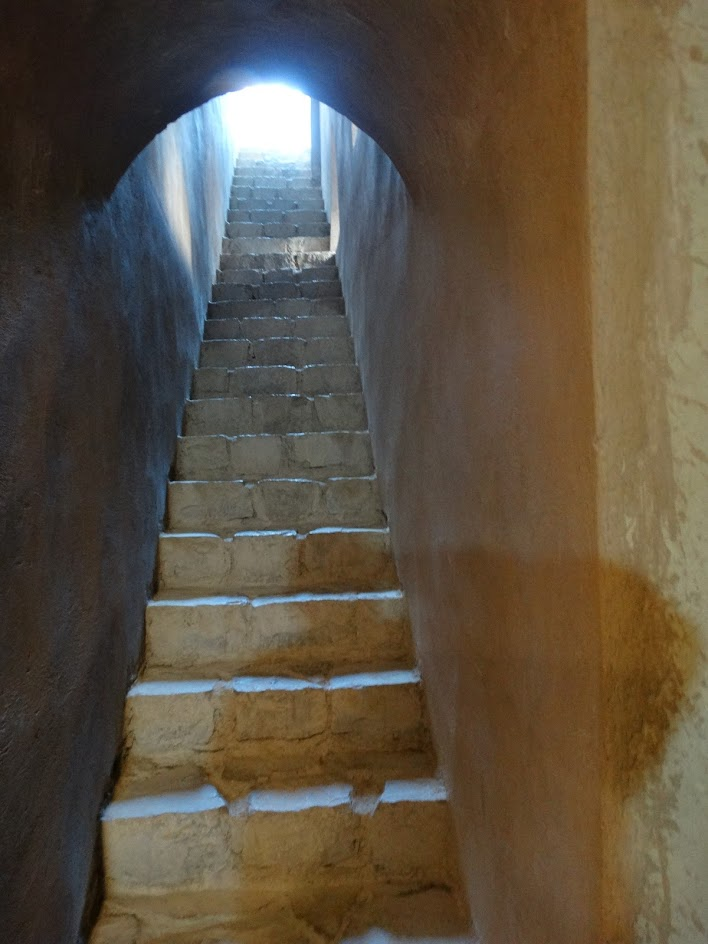
Altro particolare del forte.

L'irrigazione è un problema, poiché non ci sono stati sforzi recenti per conservare questo sistema. Parti dell'antico muro che circondava il forte sono state distrutte o alterate a causa della costruzione di edifici nelle vicinanze. Nel 2013, il Centro ArCHIAM, guidato dal professor Soumyen Bandyopadhyay, ha sviluppato un piano di gestione del patrimonio per il forte di Bahla e l'oasi vicina.